# 太子堂 (世田谷区)
太子堂（たいしどう）は、東京都世田谷区の地名である。現行行政地名は太子堂一丁目から太子堂五丁目。住居表示実施済区域。

## 地理
同区の中央部やや北東に位置し、一丁目が国道246号の南にある以外はすべて国道246号の北に位置する。北に代沢、東に三宿、池尻、南に三軒茶屋、下馬、西に若林に接する。
鉄道の駅は、三軒茶屋駅、西太子堂駅が設置され、幹線道路は、国道246号線、世田谷通り、茶沢通りが通る。三軒茶屋駅周辺と世田谷通り沿いに商業地が広がり、その他は住宅地が多い。国道246号の南で一丁目7番地には学校法人昭和女子大学が位置し、幼稚園から大学院まで同じ校地に共存している。
河川は、東西に烏山川が流れるが暗渠化されて緑道となっている。地形的には一丁目は概ね平坦だが、二・四丁目と三・五丁目の中央を通る烏山川緑道に向かって、急な坂も点在している。
三軒茶屋駅周辺も太子堂になっておりキャロットタワーや西友などの商業施設などが立ち並ぶ中に東急世田谷線（三軒茶屋駅）がキャロットタワーの地上中心部から出ている。太子堂本町周辺には聖徳太子を奉る円泉寺や東京ワンタン本舗が存在している。二丁目には太子堂グループの創業時の本社が存在していたが、2015年に移転した。三丁目にはかつて国立小児病院が存在していたが、2002年2月に閉院となった。

### 地価
住宅地の地価は、2025年（令和7年）1月1日の公示地価によれば、太子堂2-10-14の地点で95万4000円/m2となっている。

## 歴史

### 地名の由来
円泉寺が聖徳太子を奉っていることから太子堂と呼ばれていた。これが町名として採用された。荏原郡にあって太子堂村の記述は安土桃山時代頃から見られる。その後、世田谷村に合併されるなどし、現在に至る。

### 町名の変遷
| 実施後       | 実施年月日    | 実施前（各町名ともその一部）                          |
| ------------ | ------------- | ----------------------------------------------------- |
| 太子堂一丁目 | 1965年9月15日 | 太子堂町、池尻町、三宿町、三軒茶屋町、下馬町1の各一部 |
| 太子堂二丁目 | 1965年9月15日 | 太子堂町の一部                                        |
| 太子堂三丁目 | 1965年9月15日 | 太子堂町、三宿町の各一部                              |
| 太子堂四丁目 | 1965年9月15日 | 太子堂町の一部                                        |
| 太子堂五丁目 | 1965年9月15日 | 太子堂町の一部                                        |

## 行政

### 住民主体のまちづくり
木造住宅密集地域もあることから、災害時の被害が最も懸念された地域である。同地区では1970年代より、地域住民主体のまちづくりが盛んな地域であり、世田谷区が住民参加のまちづくりを推進することを目的としてまちづくり懇談会を設置し、住民参加型の会議を作ったことがきっかけで始まっている。しかし、当初の段階では、地区住民の行政批判や住民同士の利害関係が顕在化し、順調な滑り出しとはいい難い面はあった。懇談会がなされた1年を経過した後、懇談会に参加した住民の中に次第に批判や要求ばかりでは地区内の問題は解決しないという機運が生まれ、住民の側にまちづくり協議会設置に向けた準備会が発足された。準備会では、(1) 住民主体のまちづくりを目指す、(2) 地域の住民が何時でも誰でも参加できる組織、(3) 合意形成に努める。(4) ハードばかりではなくソフトを含めた総合的なまちづくりを目指すことを原則として、82年にまちづくり協議会を正式発足させた。まちづくり協議会では、住民が主体的にまちづくりを考えるには基礎的な知識が必要であるという認識の下に、勉強会とまちあるき、まち点検の活動をはじめ、これが、近年まちづくりの分野で多用されるまちづくりワークショップの始まりとなっている。今日ではまちづくりの先進地区として、全国からの注目を集めている。

### 災害対策や防災
太子堂地区は特に前項にある通り、まちづくり、特に防災関連について地域を上げて力を入れている。地元町内会（特に太子堂5丁目や太子堂本町の町内会が中心）となり、公共施設（区立太子堂小学校や区立太子堂中学校等）を利用して年1回ほどのペースで防災訓練などが実施されている。訓練については「#太子堂地区の災害対策・防災訓練」を参照されたい。

### 太子堂地区の災害対策・防災訓練
- 太中前広場
  - 区立太子堂中学校の西側に位置する小さな広場。植木などが置かれ同校の生徒が定期的に水やりを行っている。 災害時用の簡易トイレに使用するマンホールも設置されている。
- 太子堂地区防災訓練
  - 区立太子堂中学校で年1回、11月（2006年）に実施される大掛かりな防災訓練。消防車や救急車も参加している。

以上の防災に対する経歴で太子堂地区や区立太子堂中学校が東京都知事から表彰を受けたり、小泉純一郎（当時）内閣総理大臣から内閣総理大臣賞を受賞したりしている災害対策の先進地域である。

## 世帯数と人口
2025年（令和7年）1月1日現在（世田谷区発表）の世帯数と人口は以下の通りである。
| 丁目         | 世帯数     | 人口     |
| ------------ | ---------- | -------- |
| 太子堂一丁目 | 1,890世帯  | 3,047人  |
| 太子堂二丁目 | 3,081世帯  | 4,257人  |
| 太子堂三丁目 | 2,828世帯  | 4,762人  |
| 太子堂四丁目 | 1,997世帯  | 2,808人  |
| 太子堂五丁目 | 2,502世帯  | 4,022人  |
| 計           | 12,298世帯 | 18,896人 |

### 人口の変遷
国勢調査による人口の推移。
| 年                 | 人口   |
| ------------------ | ------ |
| 1995年（平成7年）  | 16,598 |
| 2000年（平成12年） | 16,511 |
| 2005年（平成17年） | 15,865 |
| 2010年（平成22年） | 18,102 |
| 2015年（平成27年） | 18,852 |
| 2020年（令和2年）  | 19,527 |

### 世帯数の変遷
国勢調査による世帯数の推移。
| 年                 | 世帯数 |
| ------------------ | ------ |
| 1995年（平成7年）  | 8,799  |
| 2000年（平成12年） | 9,671  |
| 2005年（平成17年） | 9,776  |
| 2010年（平成22年） | 11,045 |
| 2015年（平成27年） | 11,457 |
| 2020年（令和2年）  | 12,039 |

## 学区
区立小・中学校に通う場合、学区は以下の通りとなる（2018年4月時点）。
| 丁目         | 番地                                                    | 小学校                   | 中学校                 |
| ------------ | ------------------------------------------------------- | ------------------------ | ---------------------- |
| 太子堂一丁目 | 1～3番 4番1～16号、18〜19号 4番21・23号 4番25号〜最終号 | 世田谷区立池尻小学校     | 世田谷区立三宿中学校   |
| 太子堂一丁目 | 13番1～16・20号 13番22号〜最終号 14～16番               | 世田谷区立中里小学校     | 世田谷区立三宿中学校   |
| 太子堂一丁目 | 4番17・20号 4番22・24号 5〜12番 13番17〜19・21号        | 世田谷区立三宿小学校     | 世田谷区立三宿中学校   |
| 太子堂二丁目 | 1～13番 32～38番                                        | 世田谷区立三宿小学校     | 世田谷区立三宿中学校   |
| 太子堂二丁目 | 14〜31番                                                | 世田谷区立太子堂小学校   | 世田谷区立太子堂中学校 |
| 太子堂三丁目 | 2～26番                                                 | 世田谷区立太子堂小学校   | 世田谷区立太子堂中学校 |
| 太子堂三丁目 | 1番 27〜38番                                            | 世田谷区立多聞小学校     | 世田谷区立太子堂中学校 |
| 太子堂四丁目 | 1～9番                                                  | 世田谷区立三軒茶屋小学校 | 世田谷区立太子堂中学校 |
| 太子堂四丁目 | 10〜33番                                                | 世田谷区立太子堂小学校   | 世田谷区立太子堂中学校 |
| 太子堂五丁目 | 全域                                                    | 世田谷区立太子堂小学校   | 世田谷区立太子堂中学校 |

## 交通
- 東急電鉄田園都市線
  - 三軒茶屋駅
- 東急電鉄世田谷線
  - 三軒茶屋駅
  - 西太子堂駅

## 事業所
2021年（令和3年）現在の経済センサス調査による事業所数と従業員数は以下の通りである。
| 丁目         | 事業所数  | 従業員数 |
| ------------ | --------- | -------- |
| 太子堂一丁目 | 145事業所 | 3,292人  |
| 太子堂二丁目 | 235事業所 | 2,187人  |
| 太子堂三丁目 | 104事業所 | 667人    |
| 太子堂四丁目 | 348事業所 | 7,837人  |
| 太子堂五丁目 | 117事業所 | 774人    |
| 計           | 949事業所 | 14,757人 |

### 事業者数の変遷
経済センサスによる事業所数の推移。
| 年                 | 事業者数 |
| ------------------ | -------- |
| 2016年（平成28年） | 947      |
| 2021年（令和3年）  | 949      |

### 従業員数の変遷
経済センサスによる従業員数の推移。
| 年                 | 従業員数 |
| ------------------ | -------- |
| 2016年（平成28年） | 12,310   |
| 2021年（令和3年）  | 14,757   |

### 主な企業
- エイト社
- キャリア
- スウェーデンハウス
- ミュージックエイト

## 施設
- 世田谷区役所太子堂出張所
- 世田谷太子堂郵便局
- 世田谷区立太子堂小学校
- 世田谷幼稚園
- 家庭幼稚園
- 太子堂保育園
- 都市型保育園ポポラー 東京三軒茶屋園
- フューチャー児童園太子堂
- キャロットタワー
- 世田谷パブリックシアター
- シアタートラム
- 富士見湯
- 円泉寺 - 豊山派[14]
- 太子堂八幡神社[15]
- 真龍庵 - 曹洞宗[16]
- 最勝寺 （教学院、目青不動）- 天台宗

## その他

### 日本郵便
- 郵便番号 : 154-0004[2]（集配局 : 世田谷郵便局[17]）。